# Глбоке
Глбоке (словац. Hlboké) — село, громада округу Сениця, Трнавський край. Кадастрова площа громади — 20.13 км².
Населення 964 особи (станом на 31 грудня 2020 року).

## Історія
Глбоке згадується 1262 року.

## Населення
| Рік:            | 1994. | 2004.   | 2014.   | 2024.    |
| --------------- | ----- | ------- | ------- | -------- |
| Кількість осіб: | 872   | 905     | 939     | 1066     |
| Різниця:        |       | +3,78 % | +3,75 % | +13,52 % |

| Рік:            | 2023. | 2024.   |
| --------------- | ----- | ------- |
| Кількість осіб: | 1030  | 1066    |
| Різниця:        |       | +3,49 % |